# Hizzo
Hizzo († 30. Januar 1030; auch Hyzo, Hyza oder Izzo) war Bischof von Prag.
Hizzo trat in jungen Jahren als Mönch in das Benediktinerkloster Břevnov ein. Später wurde er in das Prager Domkapitel berufen, wo er bald zum Propst aufstieg.
Nach dem Tod des Prager Bischofs Ekkehard wurde Hizzo zu dessen Nachfolger gewählt. Die Bischofsweihe erhielt er am 29. Dezember 1023 in Bamberg durch den Mainzer Metropoliten Aribo. Hizzo soll sehr mildtätig gewesen sein. Seine Fürsorge galt den Armen, Kranken und Gefangenen.